# Once More ’Round the Sun
Once More ’Round the Sun ist das sechste Studioalbum der US-amerikanischen Metal-Band Mastodon. Es erschien am 20. Juni 2014 über Reprise Records. Das Album erreichte Platz eins der finnischen Albumcharts. Die Single High Road wurde für den Grammy in der Kategorie Best Metal Performance nominiert.

## Entstehung
Die Musiker begannen im Herbst 2012 mit den Arbeiten am neuen Album. Gitarrist Brent Hinds erklärte in einem Interview mit MTV, dass er an unheimlich-gespenstischer Musik arbeitet, die in G-Moll gehalten ist und an Radiohead erinnert. Die ersten Arbeiten zogen sich in einer Tourpause bis Mai 2013, bevor die Band die durch Europa und Nordamerika tourte. Bis dahin hatten die Musiker 18 oder 19 neue Lieder fertig geschrieben. Die Unterbrechung hatte laut Schlagzeuger Brann Dailor keine negativen Auswirkungen auf die Arbeit. Die Musiker ließen sich während des Songwritings von Filmen wie 2001: Odyssee im Weltraum, Shining oder Rosemaries Baby inspirieren.
Produziert wurde das Album von Nick Raskulinecz. Die Band entschied sich für ihn, weil sie Raskulineczs Arbeit mit befreundeten Bands wie den Deftones, Alice in Chains oder Queens of the Stone Age vom Klang her mochten. Die Aufnahmen begannen im November 2013 in den Rock Falcon Studios in Franklin bei Nashville und endeten im Februar 2014. Es war der bis dato längste Entstehungsprozess der Bandgeschichte. Insgesamt wurden 15 Lieder aufgenommen. Als Gastsänger ist erneut Scott Kelly von der Band Neurosis bei dem Lied Diamond in the Witch House zu hören. Bei dem Lied Aunt Lisa steuerte die rein weibliche Punkband The Coathangers Hintergrundgesänge bei, die an Gesänge von Cheerleadern erinnern. Gastmusiker bei dem Lied Asleep in the Deep sind Vailent-Thorr-Sänger Vailent Himself (Gesang) sowie Isaiah Owens (Keyboard).

## Veröffentlichung
Die 15 aufgenommenen Lieder brachten es auf eine Spielzeit von rund 90 Minuten. Davon wurden rund 30 Minuten Musik nicht auf dem Album verwendet, da die Band eine Albumlänge von einer Stunde anstrebte. In einem Interview erklärte Sänger/Bassist Troy Sanders, das die nicht verwendete Musik als EP veröffentlicht werden könnte. Brann Dailor ergänzte, dass die für die EP vorgesehene Musik düsterer klingen und mehr Elemente des Doom Metal enthalten würde als die Lieder, die auf dem Album veröffentlicht wurden.

„Es hört sich einfach mehr nach Winter an. So haben wir die Songs auch aufgeteilt. Auf dem Album findest du diejenigen, die mehr nach Sommer klingen. Natürlich kannst du das Album auch im Winter hören, aber wenn es jetzt rauskommt, rockt es noch mehr.“

Das Albumcover wurde von dem aus Oakland stammenden Künstler Skinner entworfen. Die Musiker wollten, dass das Leben und der Tod von gigantischen Monstern auf der linken und der rechten Seite des Covers dargestellt wird. Alles, was dazwischenliegt, stellt den im Album behandelten Zyklus von Leben und Tod dar. Für die Lieder High Road, The Motherload und Asleep in the Deep wurden Musikvideos gedreht. Das Video zu The Motherload brachte der Band aufgrund der in dem Video gezeigten halbnackten Frauen, die Twerking tanzen, Sexismusvorwürfe ein.

## Hintergrund
Wie schon beim Vorgängeralbum The Hunter handelt es sich bei Once More Round the Sun nicht um ein eindeutiges Konzeptalbum. Laut Brann Dailor beschreibt der Albumtitel, dass ihm und seinen Bandkollegen im letzten Jahr große Ereignisse passiert sind. Da es um persönliche Dinge ging, wollte sich Dailor in einem Interview mit dem Magazin Spin nicht weiter dazu äußern, beschrieb aber das Album als eine Art Exorzismus.
Gitarrist Bill Kelliher erklärte in einem Interview, dass das Album in loser Form auf dem Leben und Erlebnissen der einzelnen Bandmitglieder im letzten Jahr. Im Jahre 2013 haben die Musiker einige Menschen verloren und weitere Tiefschläge wie Nahtoderfahrungen, Krankheiten oder Sucht einstecken müssen.

„Aber gerade weil es uns alle zur gleichen Zeit getroffen hat, war es kathartisch, darüber zu schreiben. Wir haben es uns von der Seele geschrieben und hinter uns gelassen. Wir haben diese schlechten Kräfte gebündelt und kehrten sie in etwas Positives um.“

Der Titel des Liedes Tread Lightly ist eine Anspielung auf die Fernsehserie Breaking Bad. Aunt Lisa und The Motherload beziehen sich auf die Tante bzw. die Mutter von Brann Dailor. Das Titellied enthält ein Sample des Thin-Lizzy-Liedes Cowboy Song. Ember City bezieht sich auf eine Situation, in der Brann Dailor auf der Intensivstation eines Krankenhauses neben dem Bett seiner Mutter saß und nicht wusste, was er tun sollte, außer Musik zu schreiben.

## Rezeption

### Rezensionen
Die deutschen Magazine Metal Hammer und Rock Hard kürten Once More ’Round the Sun zum Album des Monats Juli 2014. Laut Lothar Gerber vom Metal Hammer präsentierte sich die Band „noch nie fokussierter“ und noch nie wäre „ihr Songwriting so auf den Punkt“ gekommen. Darüber hinaus würde die Band „die wärmende Gewissheit festigen, dass sie keine schlechten Alben aufnehmen könne“, wofür Gerber sechs von sieben Punkten vergab. Michael Rensen vom Rock Hard schrieb, dass Mastodon „endgültig da angekommen wären, wo sie künstlerisch schon länger hinwollten“ und „dabei auf allerhöchstem Niveau durch ihre eigenen, schön garstigen Teil der Gitarrenlärm-Galaxis donnern“. Rensen bewertete das Album mit 8,5 von zehn Punkten. Peter Kubaschk vom Onlinemagazin Powermetal.de lobte die „gemäßigtere Ausrichtung ohne Sludge-Anteil“ und hob die „bärenstarken Hooklines“ hervor. Er bewertete das Album mit 8,5 von zehn Punkten.

### Chartplatzierungen
| ChartsChartplatzierungen       | Höchstplatzierung | Wochen |
| ------------------------------ | ----------------- | ------ |
| Deutschland (GfK)              | 16 (3 Wo.)        | 3      |
| Österreich (Ö3)                | 23 (3 Wo.)        | 3      |
| Schweiz (IFPI)                 | 13 (4 Wo.)        | 4      |
| Vereinigtes Königreich (OCC)   | 10 (3 Wo.)        | 3      |
| Vereinigte Staaten (Billboard) | 6 (5 Wo.)         | 5      |

Das Album verkaufte sich in der ersten Woche nach der Veröffentlichung in den USA rund 34.000 Mal. Das Vorgängeralbum The Hunter verkaufte sich in der ersten Woche mit 39.000 Exemplaren zwar besser, erreichte seinerzeit aber nur Platz zehn.

### Auszeichnungen
Das US-amerikanische Onlinemagazin Artistdirect kürte Once More 'Round The Sun zum Rockalbum des Jahres. Im deutschen Magazin Metal Hammer wurde Once More 'Round The Sun zum zweitbesten Album des Jahres und besten Progressive-Album des Jahres gewählt. Bei den Loudwire Music Awards 2014 wurden Mastodon in sieben Kategorien nominiert, darunter bestes Metalalbum, bester Metalsong und bestes Metalvideo. Allerdings gingen alle Preise an andere Künstler, darunter dreimal an Slipknot. Ein Jahr später wurde Asleep in the Deep in der Kategorie Best Metal Video nominiert, der Preis ging jedoch an Slayer für Repentless. Bei den Metal Hammer Awards 2015 wurde Once More ’Round the Sun als bestes Album und The Motherload in der Kategorie Metal Anthem nominiert, die Preise gingen jedoch an Paradise Lost bzw. Nightwish.